# أسفرنجان
أسفرنجان هي قرية في مقاطعة كوثر، إيران. عدد سكان هذه القرية هو 85 في سنة 2006.